# Estação Tultitlán
A Estação Tultitlán é uma das estações do Trem Suburbano do Vale do México, situada em Tultitlán, entre a Estação Lechería e a Estação Cuautitlán. Administrada pela Ferrocarriles Suburbanos, S.A.P.I. de C.V., faz parte do Sistema 1.
Foi inaugurada em 5 de janeiro de 2009. Localiza-se na Rua Ecatepec. Atende o Barrio de la Concepción.